# Регионална библиотека „Сава Доброплодни“
Регионална библиотека „Сава Доброплодни“ в Сливен е създадена през 1955 година като държавна библиотека с Решение на Министерски съвет. Името на патрона си, възрожденецът Сава Доброплодни, носи от 22 юли 1992 година с решение на Общинския съвет на Община Сливен.
От 1999 година библиотеката организира ежегодния Национален фестивал на детската книга, а през 2004 година в рамките на фестивала е учредена Национална награда „Константин Константинов“ за принос в детското книгоиздаване.

## История
На 23 юни 1956 година библиотеката отваря врати за читатели с фонд от 8000 тома книги и 20 периодични издания. През същата година библиотеката провежда за първи път среща с български автор – писателя Камен Калчев.
През 1959 година се поставя началото на издателската дейност на библиотеката.
През януари 1963 година към библиотеката започва да функционира справочно-библиографски и информационен отдел, а от февруари 1964 година е разкрита научна читалня за специалисти.
През 1987 година библиотеката получава статут на универсална научна библиотека, а от ноември 1994 година с Указ № 1367 става депозитна за учебната, научно-популярната и детската литература в страната. През януари 1996 година библиотеката получава статут на регионален културен институт. На 1 юли 2000 година съгласно ПМС 153/28.07.2000 г. библиотеката получава статут на регионална библиотека, осъществяваща дейността си на територията на Сливенска и Ямболска области.
На 25 – 28 май 1999 година с подкрепата на Министерството на културата, Регионална библиотека „Сава Доброплодни“ организира превърналия се в ежегоден Национален фестивал на детската книга. През 2004 г. в рамките на фестивала е учредена Национална награда „Константин Константинов“ за принос в детското книгоиздаване в четири категории – за цялостен принос, за автор, за издателство и за илюстратор.
Също през 1999 година библиотеката разкрива електронна читалня с достъп до Интернет с 6 работни места. Между 2008 и 2014 година библиотеката участва в проект „Глобални библиотеки – България“, финансиран от фондация C, по който се разкрива компютърен кабинет с 10 работни места.
Библиотека „Сава Доброплодни“ поддържа сътрудничества с: Областната библиотека в Тернопол, Украйна, Института за международно сътрудничество към Сдружението на германските народни университети, Хановер, Германия, Народна библиотека „Стеван Стремац“, Ниш, Сърбия. Изпълнявала е съвместни проекти съвместно с библиотеките в Печ, Унгария, и Дунайска стреда, Словакия.

## Национален фестивал на детската книга
| 25 – 28 май 1999 г. | I издание     |
| 9 – 11 май 2000 г.  | II издание    |
| 9 – 10 май 2001 г.  | III издание   |
| 9 – 10 май 2002 г.  | IV издание    |
| 8 – 9 май 2003 г.   | V издание     |
| 10 – 12 май 2004 г. | VI издание    |
| 9 – 11 май 2005 г.  | VII издание   |
| 8 – 10 май 2006 г.  | VIII издание  |
| 8 – 11 май 2007 г.  | IX издание    |
| 7 – 9 май 2008 г.   | X издание     |
| 7 – 9 май 2009 г.   | XI издание    |
| 10 – 12 май 2010 г. | XII издание   |
| 9 – 11 май 2011 г.  | XIII издание  |
| 9 – 11 май 2012 г.  | XIV издание   |
| 7 – 9 май 2013 г.   | XV издание    |
| 7 – 9 май 2014 г.   | XVI издание   |
| 11 – 13 май 2015 г. | XVII издание  |
| 9 – 11 май 2016 г.  | XVIII издание |
| 9 – 11 май 2017 г.  | XIX издание   |
| 8 – 10 май 2018 г.  | XX издание    |

## Награди
Библиотеката е носител на различни държавни награди. 
- Май 1982: Орден „Кирил и Методий“ I степен (Указ № 1266).
- 2000: Национална награда „Христо Г. Данов“ за принос в българската култура в раздел „Представяне на българската книга“.
- Юни 2004: Медал и грамота от международния фестивал „Змаjеве дечjе игре“ в Нови сад, Сърбия и Черна гора.
- 1 декември 2005: Почетен знак и грамота на Министерство на културата „За значим принос в развитието на библиотечното дело в България“.
- 6 януари 2007: Национална награда „Благодеятел на годината – 2006“ в раздел „Библиотеки/читалища“.
- 11 май 2015: Почетен знак плакет „Св. св. Кирил и Методий“ на Президента на Република България Росен Плевнелиев.